# A Világegyetem legnagyobb struktúráinak a listája
Ez az oldal a Világegyetem legnagyobb ismert objektumait sorolja fel, amelyről mai elképzelésünk a 20. század közepén alakult ki. Akkor a Világ legnagyobb szerkezetének a Tejútrendszert tekintették. Később a nagy galaxishalmazokat, majd a szuperhalmazokat, illetve a még ennél is nagyobb feltételezett sűrűsödéseit a megfigyelt objektumoknak. Ezeket sorolja fel az alábbi lista.

## A Világegyetem legnagyobb struktúráinak a listája
| Elnevezés (felfedezés éve)               | Maximális méret fényévben | megjegyzés                                                                                         |
| ---------------------------------------- | ------------------------- | -------------------------------------------------------------------------------------------------- |
| Hercules–Corona Borealis Nagy Fal (2014) | 9 700 000 000             | A gamma-kitörések térbeli eloszlását tanulmányozva fedezte fel egy magyar-amerikai kutatócsoport.  |
| Óriás GRB Gyűrű (2015)                   | 5 600 000 000             | Világegyetemünk egyik legnagyobb szabályos képződménye.                                            |
| Huge-LQG (2012-2013)                     | 4 000 000 000             | Legnagyobb ismert kvazár csoport. 73 kvazár alkotja.                                               |
| "The Giant Arc" (2021)                   | 3 300 000 000             | 9,2 milliárd fényévre lévő alakzat.                                                                |
| U1.11 LQG (2011)                         | 2 500 000 000             | 38 kvazár alkotta csoport.                                                                         |
| Clowes–Campusano LQG (1991)              | 2 000 000 000             | 34 kvazár alkotta csoport.                                                                         |
| Sloan Great Wall (2003)                  | 1 380 000 000             | A 2dF Galaxy Redshift Survey és a Sloan Digital Sky Survey által felfedezett galaxis szuperhalmaz. |
| South Pole Wall (2020)                   | 1 370 000 000             | |
| elméleti határ                           | 1 200 000 000             | |
| BOSS Great Wall (BGW) (2016)             | 1 000 000 000             | |
| Perseus–Pegasus Filament (1985)          | 1 000 000 000             | |
| Pisces–Cetus Supercluster Complex (1987) | 1 000 000 000             | |
| Caelum Supercluster                      | 910 000 000               | |
| CfA2 Great Wall (1989)                   | 750 000 000               | Más néven Coma Fal.                                                                                |
| Saraswati Supercluster                   | 652 000 000               | |
| Boötes Supercluster                      | 620 000 000               | |

## A Világegyetemben lévő nagy üres tartományok listája
| Elnevezés             | Maximális méret fényévben | megjegyzés                                                                                               |
| --------------------- | ------------------------- | --- |
| LOWZ North 13788 void | 2 953 225 163             | Bár több mint 100 ezer galaxist tartalmaz, jelenleg ez a legnagyobb ismert szuper-halmaz mentes térrész. |
| KBC Void              | 2 000 000 000             | Feltételezett üresség, mely a Tejútat és a Lokális csoportot is tartalmazza.                             |
| LOWZ North 4739 void  | 1 846 519 147             | Mao és munkatársai által felfedezett "üres" tartomány.                                                   |
| LOWZ North 16634 void | 1 671 490 791             | Mao és munkatársai által felfedezett "üres" tartomány.                                                   |
| LOWZ North 11627 void | 1 663 480 400             | Mao és munkatársai által felfedezett "üres" tartomány.                                                   |
| LOWZ South 4653 void  | 1 610 656 174             | Mao és munkatársai által felfedezett "üres" tartomány.                                                   |
| LOWZ North 13222 void | 1 515 953 518             | Mao és munkatársai által felfedezett "üres" tartomány.                                                   |
| Giant Void            | 1 300 000 000             | Canes Venatici Supervoid néven is ismert.                                                                |
| LOWZ North 14348 void | 1 277 755 268             | Mao és munkatársai által felfedezett "üres" tartomány.                                                   |

## Fordítás
- Ez a szócikk részben vagy egészben  a   List of largest cosmic structures című angol Wikipédia-szócikk fordításán alapul.  Az eredeti cikk szerkesztőit annak laptörténete sorolja fel. Ez a jelzés csupán a megfogalmazás eredetét és a szerzői jogokat jelzi, nem szolgál a cikkben szereplő információk forrásmegjelöléseként.